# 조제프 보나파르트
조제프 나폴레옹 보나파르트(프랑스어: Joseph-Napoléon Bonaparte, 1768년 1월 7일 ~ 1844년 7월 28일)는 나폴레옹 보나파르트의 형이다. 나폴리와 시칠리아 국왕으로서는 주세페 보나파르테(이탈리아어: Giuseppe Bonaparte, 재위 1806년 - 1808년), 스페인 국왕으로서는 호세 1세 보나파르테(스페인어: José I Bonaparte, 재위 1808년 - 1813년)라고 자칭하였다.
형임에도 동생인 나폴레옹 보나파르트의 부하이다.

## 생애
조제프는 지중해 서쪽의 작은 섬인 코르시카의 아작시오에서 토스카나 출신의 가난한 지주 집안에서 태어났다. 아버지의 이름은 카를로 마리아 부오나파르테(프랑스식 이름은 샤를 마리 보나파르트)였으며, 어머니의 이름은 마리아 레티치아 라몰리노였다. 출생 시의 이름은 주세페 나브리오네 부오나파르테(Giuseppe Nabulion Buonaparte)였다.
조제프는 그의 동생인 나폴레옹 보나파르트가 사관학교에 다닐 적에 법률을 공부하였으며, 이후 법학사 학위를 취득함으로써, 변호사가 되었다. 그리고 조제프는 프랑스 혁명이 발발할 당시 프랑스령 코르시카섬 아작시오 지방에서 판사직을 수행하기도 하였다.
이후 나폴레옹이 집권한 뒤, 로마 주재 프랑스 대사 등을 역임하였으며, 1794년 8월 1일에 나폴레옹의 약혼녀였던 데지레 클라리의 언니인 줄리 클라리와 결혼하여 줄리(Julie), 제나이드(Zénaïde), 샤를로테(Charlotte)를 낳았다.
프랑스 혁명이 발발하면서, 혁명 정부로부터 빌란드리 성(Chteau de Villandry)을 압류당하였다. 나중에 황제로 즉위한 나폴레옹은 이 성을 조제프에게 돌려주었다.
1806년, 조제프는 나폴리군의 지휘관이 된 직후에 나폴리의 왕으로 즉위하였다. 그로부터 2년 후에는 의동생 조아키노 1세가 나폴리 왕위를 계승하였으며, 1808년 6월 6일에 조제프는 스페인 왕으로 새로 등극하였다. 이는 스페인 왕가의 내분을 틈타 프랑스의 영향력을 강화하기 위한 나폴레옹의 의도였다. 그러나 스페인 백성들은 이러한 조치에 반발하였으며, 신임 왕이 된 조제프를 주정꾼 조제프(Pepe Botella)라고 불렀다.
이러한 빈정에도 불구하고 그는 이단 심문의 폐지, 봉건 제도 폐지 등 구 체제 타파를 목표로 착실하게 스페인 내 개혁에 노력하였다. 이러한 개혁은 스페인의 귀족 및 부르주아들의 지지를 받아 스페인의 근대화에 공헌하였다. 그러나 너무나 성급한 개혁으로 성직자 및 집권자 등의 격렬한 반발을 불러왔다. 그러나 조제프의 대(對)스페인 정책은 사실상 프랑스 황제인 나폴레옹 때문에 실패로 돌아간 것이나 다름없었다. 조제프 자신은 스페인의 게릴라들과의 화해를 원했지만, 나폴레옹은 게릴라를 토벌하는 것으로 일관하고 있었다. 게다가 스페인에 주둔한 프랑스군에 의한 군사 제압과 스페인 사람들에 대한 탄압도 일삼았다. 이러한 정세로 말미암아 조제프는 스페인 국민들의 지지를 잃어 갔다. 그리고 스페인 독립전쟁이 격화됨과 동시에 군정에 밀린 조제프는 1813년에 폐위되었으며, 나폴레옹 전쟁이 종결된 후에는 망명을 피할 수 없게 되었다. 1817년 미국으로 망명하였다가, 15년 만에 유럽으로 돌아왔다. 1832년 나폴레옹의 아들 나폴레옹 2세가 사망했을 때에는 보나파르티스트에 의해 새로운 프랑스의 황제 후보로 내세워졌다.
1844년 피렌체에서 76살의 나이에 숨을 거두었다. 그의 시신은 파리의 시파리 앵발리드에 매장되었다.
오스트레일리아의 북쪽 해안에는 그의 이름에서 따온 조제프 보나파르트 만이 존재한다.